# Vellocato
Vellocato (fl. I secolo) è stato un cavaliere della tribù celtica dei briganti (popolo della Britannia settentrionale) del I secolo d.C.
Divenne sovrano dopo aver sposato la regina Cartimandua.
Per convolare a nozze con costui, Cartimandua, alleata dei romani, ripudiò il marito Venuzio, che divenne una figura importante della resistenza anti-romana. Non si sa nulla sul suo destino dopo la deposizione della regina nel 70 d.C.

## Fonti
- Tacito, Storie 3:45